# Pedernales Falls State Park
Pedernales Falls State Park (Aussprache [ˌpɜrdəˈnælɪs]) ist ein ungefähr 21,1 km² großer State Park im Blanco County (Texas) westlich von Austin. 
Im Jahr 1970 kaufte der Staat das Gelände der Circle Bar Ranch einem privaten Eigentümer ab und 1971 wurde es der Öffentlichkeit als State Park zugänglich gemacht. Der Park erstreckt sich entlang den Ufern des Pedernales River.